# サンダーバード (伝説の生物)

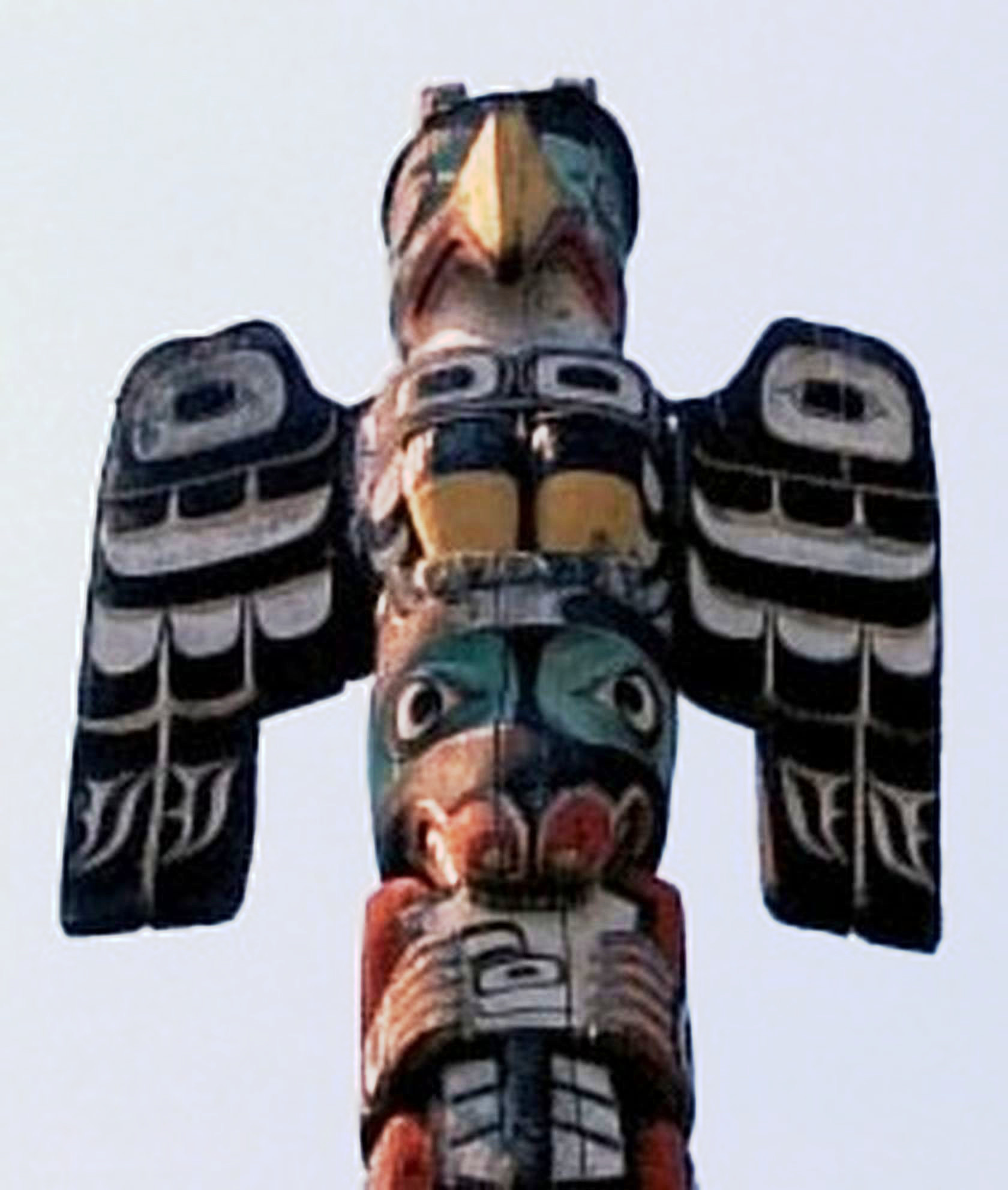
トーテムポール上のサンダーバード

サンダーバード（Thunderbird）は、カナダ西海岸部やアメリカの先住民族・インディアン部族の間に伝わる未確認動物である。
姿は大きな鷲で、羽は雷のような色をしており、大きさは5m弱。雷の精霊で自由自在に雷を落とすことができ、獲物も雷で仕留める。複数の部族の神話にわたって存在しているが、雷と関連する巨鳥であるという共通点以外の部分は部族ごとに異なる。
北米で発見される巨鳥のUMAはこれと同一視され同じ名前で呼ばれる。翼竜の化石の発見からヒントを得た可能性もある。

## クイルラユー族の伝承
羽はカヌーの2倍以上、巨大なえぐれたようなくちばしをもち、目は火のように燃え滾っている。オリンピック山脈に住み、鯨を食料としている。クイルラユー族が飢饉におそわれた際、族長が精霊に祈ったところ鯨をもってあらわれて部族の危機を救った。

## スー族の伝承
スー族の伝承では嘴と蹴爪だけの存在ともいわれ、ワキンヤン（Wakinyan）あるいはワウケオン（Waukheon）と呼ばれる。
スー族の信仰によると、'ウンセギラ'(Ųȟcéǧ)は古代に生息していた危険な爬虫類の水の怪物である。彼らは様々な形をしていた。ヘビやトカゲのような小型の種を除いて、最終的にサンダーバードに滅ぼされた。この信仰はスー族のテリトリーで恐竜の化石が発見されたことに触発されたのかもしれない。

## 未確認動物
1890年4月、アリゾナ州の二人のカウボーイが非常に大きな翼を持つ巨大生物を殺した。それはなめらかな皮で、羽毛のない翼はコウモリのようであり、その顔はワニに似ていた。彼らは死体を引きずって町へ戻り、釘付けにした。広げた翼は完全に納屋の長さを超えていたという。地元新聞Tombstone Epitaphで出版したかしなかったのかにせよ、この事件の写真はあると想像されるが、多くの人々がこの写真を見たと近年主張しているのにもかかわらず、今まで誰一人として写真のコピーを出すことができず、この事件は歴史的には認められていない。
また、近年ではサンダーバードが目撃されている。1960～70年代、パイパー カブ軽飛行機ほどの大きさの鳥の目撃がワシントン州、ユタ州、アイダホ州であった。時々、そのような報告が大きな足跡、または他の証拠と共にされている。
1997年7月25日、イリノイ州で起きた事件が議論を呼んだ。午後9時頃、3人組の少年が家の裏庭で遊んでいた。2羽の大きな鳥が近づき、少年達を追い回した。二人は無事逃げ出したが、3人目の少年、10歳のマーロン・ロウは逃げられなかった。報道によれば鳥のうち一匹は、彼の肩を爪でつかみ地面から約2フィート持ち上げ、相当な距離を持ち運んだ。ロウは鳥に対して抵抗し、鳥は彼を放した。
一部は大袈裟な噂話として見られており、これらの鳥の目撃者の証言による特徴は10フィートを超える翼長の大きな黒い鳥、カリフォルニアコンドルにあてはまる。南米では、一部のアンデスコンドルは酷く飢えているとき生まれたばかりの赤ん坊を襲い、連れ去ってしまうといわれているが、コンドルは生きている獲物は獲らず、これが事実に基づいているものであるかどうかは知られていない。
2002年、アラスカで「迷ったオオワシ」であるという説が発表された。
小型の飛行機に匹敵する大きさの巨大な怪鳥がアラスカ州の数ヶ所で目撃され、目撃した南西部のマニコタク、トギアク両村の住人やセスナ 207のパイロットは翼竜に似ていたと証言している。
その正体は翼竜ではなく、絶滅した地球上最大の鳥類アルゲンタヴィスともいわれている。